# David Martin Bates
David Martin Bates (Arlington, 1935-11 de diciembre de 2019) es un botánico estadounidense.

## Biografía
En 1946 se gradúa de la Universidad George Washington, y siendo estudiante fue muy activo en el «Glee Club», dirigido por el Dr. Robert Harmon.
Por largos años fue profesor de Botánica en la Cornell University, retirándose en 1998. Fue presidente de «Society for Economic Botany» entre 1989 y 1990.
- La abreviatura «D.M.Bates» se emplea para indicar a David Martin Bates como autoridad en la descripción y clasificación científica de los vegetales.[1]

A junio de 2008 se poseen 125 registros de sus identificaciones y nombramientos de nuevas spp., de la familia de Malvaceae.

## Honores
- Dendrosida batesii Fryxell

## Obras seleccionadas
- Bates, D.M. Typification of Malvastrum A. Gray, One Last Time?. Taxon, Vol. 27, N.º 5/6 (nov 1978), pp. 495-495
- Bates, D.M.; L.J. Dorr; O.J. Blanchard, Jr. Chromosome Numbers in Callirhoe (Malvaceae). Brittonia, Vol. 41, N.º 2 (abr-jun 1989), pp. 143-151
- Bates, D.M.; R.W. Robinson; C. Jeffrey, Eds. Biology and Utilization of the Cucurbitaceae. Comstock (Cornell University Press), Ithaca, NY, 1990. xviii, 485 pp., illus.